# Lucca-Augen (Gebäck)
Lucca-Augen sind ringförmige Gebäckstücke aus Brandmasse (Spritzkuchen) mit Füllung und Glasur. Benannt sind sie nach der Sängerin Pauline Lucca.
Die Spritzkuchen werden waagerecht aufgeschnitten und je nach Rezept mit einer süßen Creme gefüllt und mit einer Karamelglasur überzogen oder mit Sauerkirschen und mit Kirschwasser aromatisierter Schlagsahne gefüllt, der Deckel aprikotiert und in Fondant (Schmelzglasur) getaucht.